# Beglež
Beglež (in bulgaro Беглеж?) è un villaggio della Bulgaria, situato nel comune di Pleven, all'estremo sud-ovest della regione di Pleven; dista circa 140 chilometri dalla capitale Sofia.
La popolazione è di 514 abitanti.